# Addis
Addis is een plaats (town) in de Amerikaanse staat Louisiana, en valt bestuurlijk gezien onder West Baton Rouge Parish.

## Demografie
Bij de volkstelling in 2000 werd het aantal inwoners vastgesteld op 2238.
In 2006 is het aantal inwoners door het United States Census Bureau geschat op 3147, een stijging van 909 (40,6%).

## Geografie
Volgens het United States Census Bureau beslaat de plaats een oppervlakte van
4,7 km², geheel bestaande uit land. Addis ligt op ongeveer 6 m boven zeeniveau.

## Plaatsen in de nabije omgeving
De onderstaande figuur toont nabijgelegen plaatsen in een straal van 20 km rond Addis.